# پارک چیسمن (کلرادو)
پارک چیسمن (به انگلیسی: Cheesman Park) یک محله، بافت تاریخی و پارک شهری در ایالات متحده آمریکا است که در دنور واقع شده‌است.